# Oberlauterbach (Pfeffenhausen)

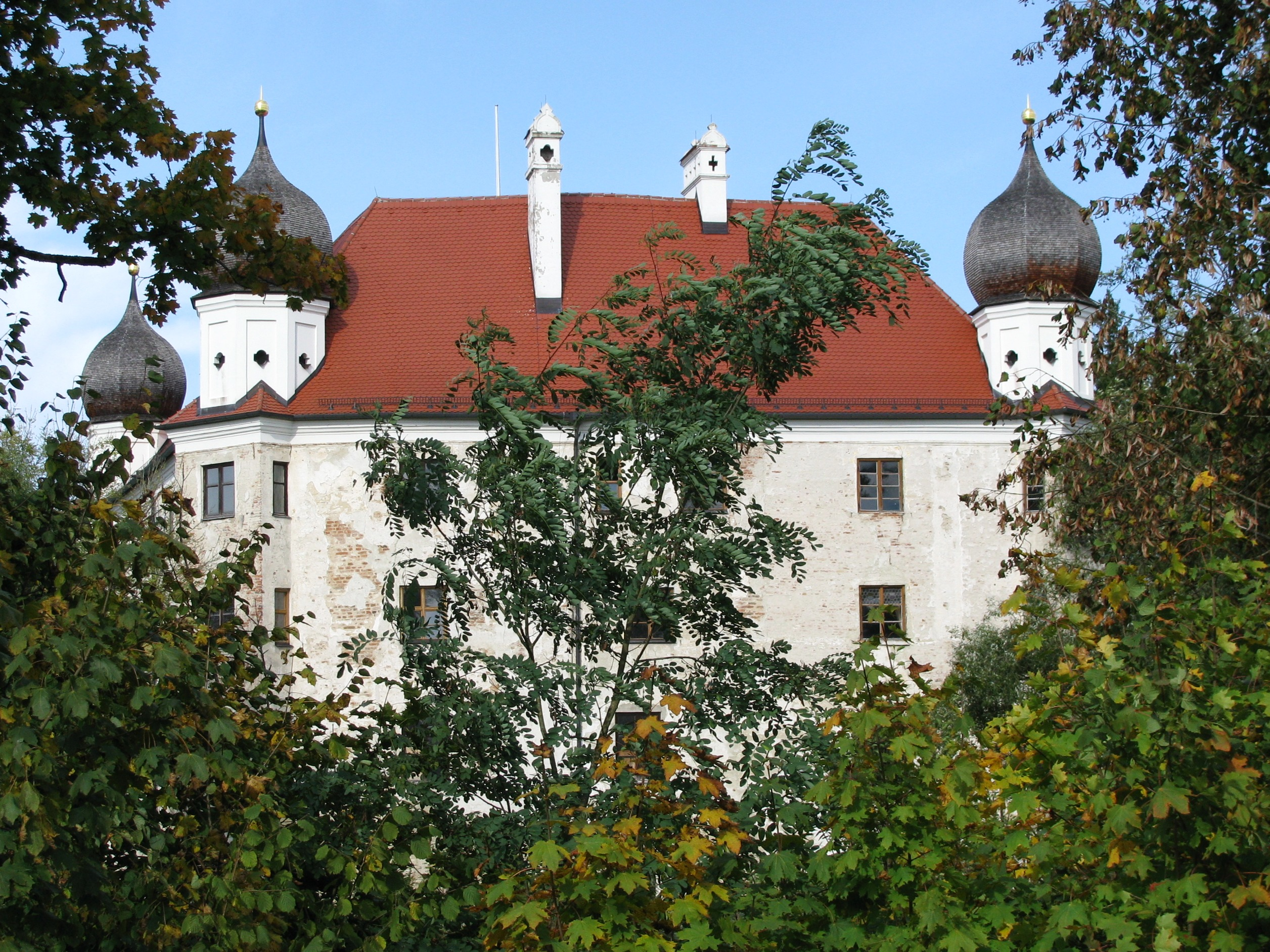
Schloss Oberlauterbach

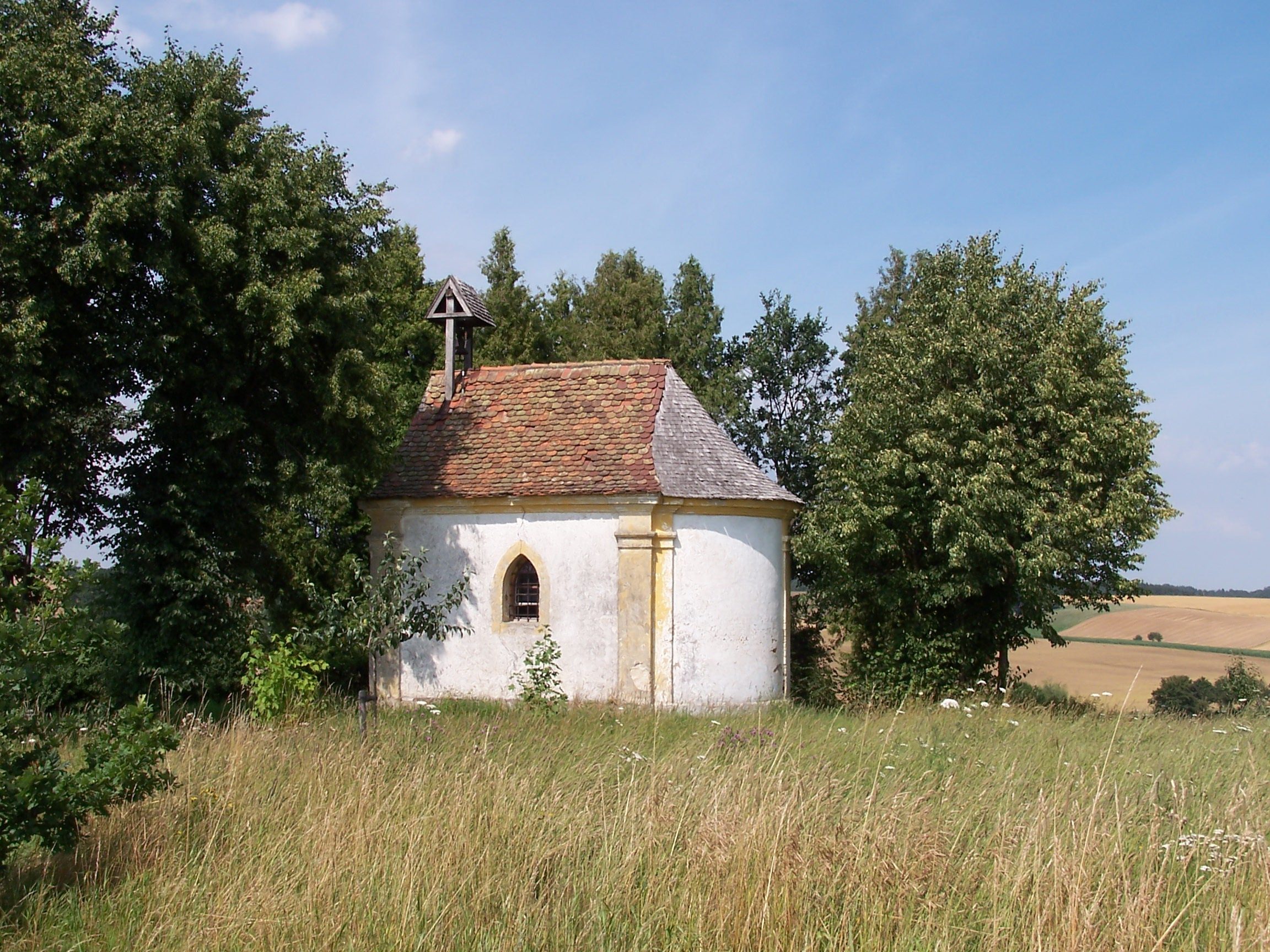
Feldkapelle Oberlauterbach

Oberlauterbach ist ein Ortsteil des Marktes Pfeffenhausen im niederbayerischen Landkreis Landshut.

## Geographie und Verkehrsanbindung
Das Kirchdorf liegt nördlich des Kernortes Pfeffenhausen an der Einmündung der Staatsstraße 2642 in die Staatsstraße Staatsstraße 2142. Westlich verläuft die B 299. Durch den Ort fließt der Lauterbach, ein Zufluss der Großen Laber.

## Geschichte
Die Gegend zählt zu den seit der Steinzeit genutzten Altsiedelgebieten. Etwa im 12. Jahrhundert war hier ein Adelsgeschlecht der Ebran ansässig. 1527 kam das Schloss an die Puschen, dann 1580 durch Sigmund Viehauser an die Freiherrn von Viehhausen und schließlich an die Grafen von Gazzoldo. Ende des 16. Jahrhunderts gelangte die Hofmark durch Heirat an Alfonso Graf von Portia, in dessen Geschlecht sie bis 1813 blieb. Dann erwarben 1840 durch Heirat die Freiherrn von Cetto das Schloss, in deren Besitz es bis heute blieb.
1613 umfasste die Hofmark Oberlauterbach vier ganze und acht halbe Höfe sowie 22 Sölden. Im Dreißigjährigen Krieg zerstörten die Schweden am 13. Mai 1632 den Ort. Das Schloss blieb als Brandruine zurück und wurde 1666 wieder aufgebaut. Im Umfeld des rund 448 Hektar umfassenden herrschaftlichen Besitzes entstand eine Herrschaftssiedlung.
Mit der Aufhebung der Leibeigenschaft 1809, der Bildung politischer Gemeinden ab 1811 und der Auflösung der Patrimonialgerichte 1848 veränderte sich die soziale Stellung der Ortsbewohner. Im Rahmen der Gewerbefreiheit konnten sich nun im Dorf auch Handwerk und Gewerbe entwickeln. Um 1840 setzte sich die Siedlung aus 19 Häuslern, 14 Taglöhnern, 13 Handwerkern und fünf kleineren Bauern zusammen. Nach der Herrschaft war der Wirt mit 26,8 Hektar der größte Grundeigentümer. Der Hopfenanbau mit 0,40 Hektar war an die Schlossherrschaft gebunden.
Unterlauterbach mit Unterbuch wurde im Jahre 1847 als eigene Gemeinde von der im Jahr 1818 durch das bayerische Gemeindeedikt gebildeten Gemeinde Oberlauterbach abgespalten und umfasste nunmehr neben Oberlauterbach die Orte Baldershausen, Hochreit, Indorf, Ludmannsdorf, Mantlach, Thonhausen und Weikersdorf. 1970 hatte Oberlauterbach 387 Einwohner, die noch immer zu einem großen Teil ihren Lebensunterhalt aus der Hopfenkultur und sonstiger Land- und Forstwirtschaft bezogen. Trotz hinhaltenden Widerstandes wurde die Gemeinde Oberlauterbach im Zuge der Gebietsreform in Bayern am 1. Mai 1978 in die Gemeinde Pfeffenhausen eingegliedert. In der zweiten Hälfte des 20. Jahrhunderts entstanden zahlreiche Einfamilienhäuser zu beiden Seiten des Lauterbaches.
Kirchlich gehörte Oberlauterbach seit altersher zum Sprengel der Pfarrei Pürkwang. Am 1. Juni 2024 wurde Oberlauterbach mit den Ortschaften Hochreith, Mantlach, Baldershausen, Thonhausen, Indorf, Weikersdorf und Ludmannsdorf entsprechend der politischen Gemeindegrenze in die Pfarreiengemeinschaft Pfeffenhausen zur Pfarrei St. Laurentius Niederhornbach umgepfarrt.

## Sehenswürdigkeiten
In der Liste der Baudenkmäler in Pfeffenhausen sind für Oberlauterbach drei Baudenkmäler aufgeführt:
- Das Ensemble „Katholische Kirche Unserer Lieben Frau“ besteht aus
  - dem Kirchenbau, einer im Jahr 1722 erbauten Saalkirche. Dabei wurden ältere Langhausmauern verwendet. Die Gliederung erfolgt durch Lisenen und Putzbänder. Der nordseitige Turm mit einfacher Geschossgliederung trägt einen Spitzhelm. Die Seitenkapelle, eine sogenannte Viehhausenkapelle, wurde um 1587 errichtet.
  - der Friedhofskapelle, einem massiven Satteldachbau, der wohl um 1800 errichtet wurde
  - der aus Ziegelstein bestehenden Friedhofsummauerung; sie stammt aus dem 18./19. Jahrhundert
- Die Schlossanlage, bestehend aus dem Wasserschloss, einem Neubau aus dem Jahr 1666 über älteren Grundmauern, der Hauskapelle, der Schlossökonomie, dem Ost- und dem Westflügel und einer in Teilen erhaltenen Schlossparkanlage
- Die Feldkapelle auf einer Anhöhe südöstlich über dem Dorf („Schlachtfeld“) ist eine sogenannte Pestkapelle. Der massive Satteldachbau mit Pilastergliederung und Dachreiter ist barock, wurde aber im 19. Jahrhundert verändert.

Nordwestlich von Oberlauterbach befindet sich im Wald eine etwa 100 × 100 Meter große Keltenschanze.

## Vereine
- Böllerschützen Oberlauterbach, gegründet 1995.
- Freiwillige Feuerwehr Oberlauterbach. Sie wurde am 2. Februar 1874 gegründet.
- Katholischer Frauenbund Oberlauterbach
- Krieger- u. Soldatenkameradschaft Oberlauterbach e. V.
- Schloßgeister Oberlauterbach
- Schützengesellschaft 1869 Oberlauterbach e. V.
- Sport-Kegel-Klub Oberlauterbach 1973 e. V.
- Sumpfbiber Oberlauterbach